# Arbeitsgemeinschaft für Osteosynthesefragen

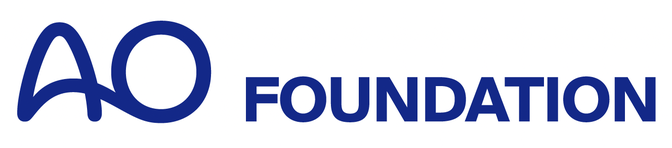
Logo der AO Foundation seit 2019

Die AO Foundation, auch AO Stiftung, ist eine medizinische Stiftung mit Sitz in der Schweiz. Präsident ist seit 2023 Tim Pohlemann vom Universitätsklinikum des Saarlandes. Die Arbeitsgemeinschaft für Osteosynthesefragen, woraus die heutige Stiftung hervorgegangen ist, hat ab 1958 Grundlagen für eine Standardisierung der operativen Knochenbruchbehandlung geschaffen.

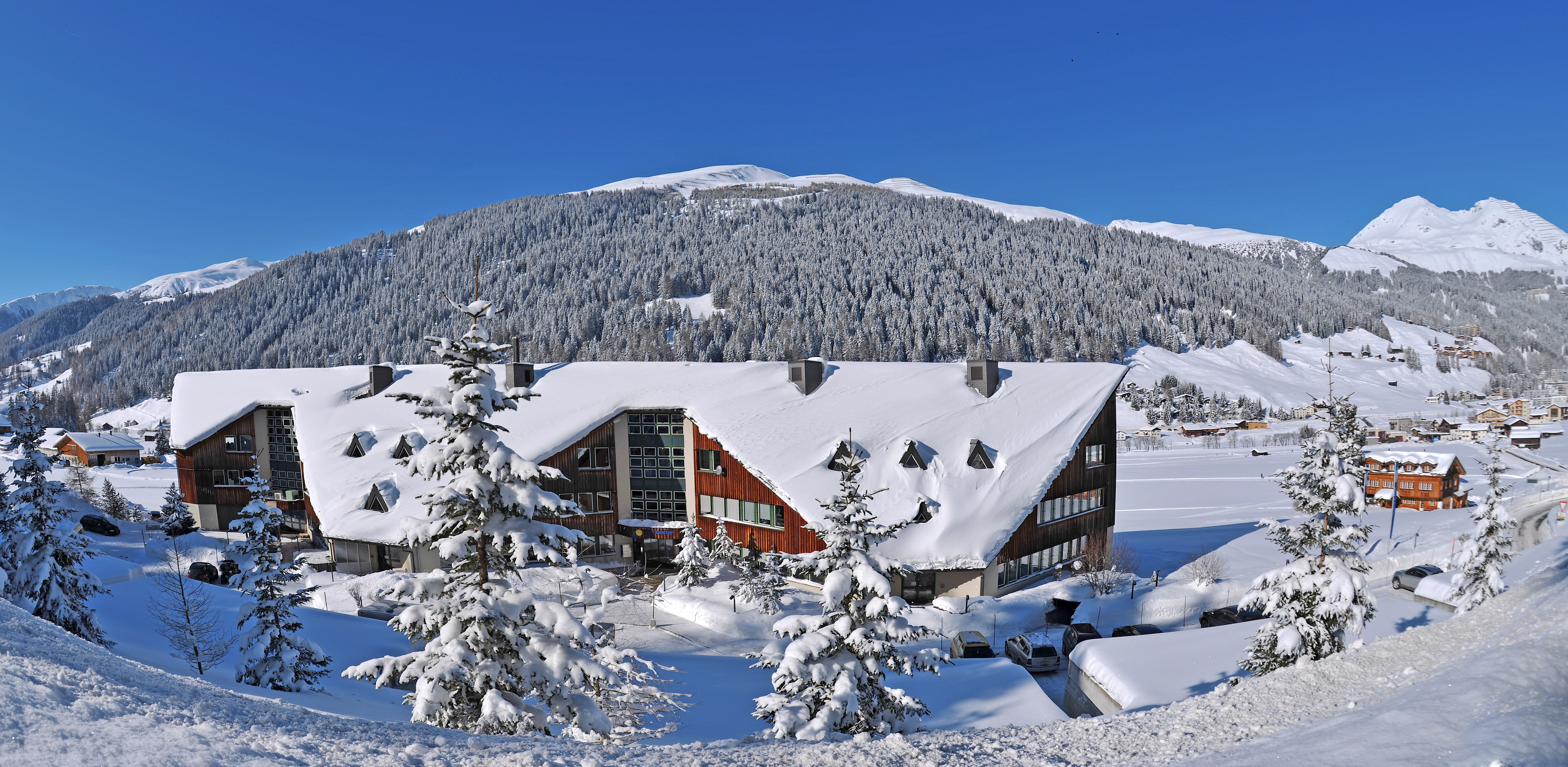
Das AO-Forschungszentrum in Davos

## Gründung

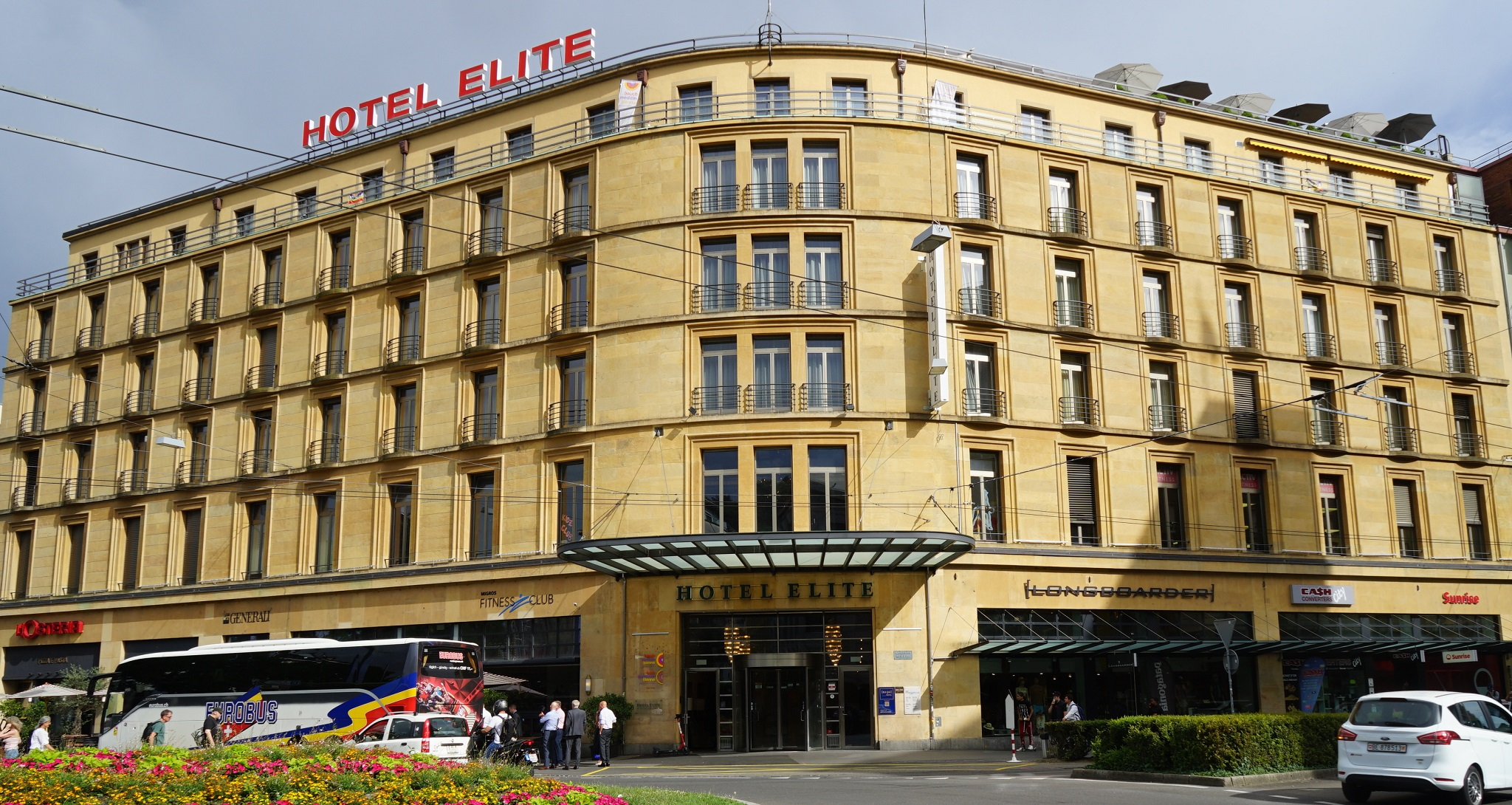
Hotel Elite in Biel, Gründungsort der AO

Logo der AO Foundation bis 2019

Die Arbeitsgemeinschaft für Osteosynthesefragen (kurz AO) wurde am 6. November 1958 im Hotel Elite in Biel durch 13 Schweizer Ärzte gegründet. Sie widmet sich der Forschung, Entwicklung und Lehre im Bereich der Traumatologie (Unfallchirurgie), insbesondere der operativen Knochenbruchbehandlung und der Entwicklung geeigneter Metallimplantate. Initiatoren der Gründung waren Martin Allgöwer aus Chur, Maurice E. Müller aus Zürich, der Bieler Robert Schneider (1912–1990) aus Großhöchstetten, Walter Bandi aus Interlaken und Hans Willenegger (1910–1998) aus Liestal. Weitere Teilnehmer der Gründungsversammlung waren René Patry, Fritz Brussatis, August „Urs“ Guggenbühl, Ernst Baumann, Walter Schär, Walter Stähli, Willy Hunziker und Walter Ott.
Der zugrundeliegende Gedanke war durch eine feste Fixierung des Knochenbruchs eine frühe und funktionelle Rehabilitation zu erreichen. Bis zur Gründung der AO wurden Knochenbrüche meist geschlossen eingerichtet und teilweise wochenlang per Traktion oder im Gips behandelt. Daraus resultierten oft Fehlstellungen, Bewegungseinschränkungen und Muskelatrophien, so dass die anschließende Rehabilitation oft Monate dauerte und mit langfristigen Arbeitsunfähigkeiten einherging.
Eine chirurgische Frakturversorgung existierte nur vereinzelt in einigen Zentren, ohne dass eine systematische Forschung stattgefunden hat. Pioniere waren unter anderem Gerhard Küntscher in Kiel, der die Markraumnagelung entwickelte, und Robert Danis in Belgien, den Maurice E. Müller selbst besuchte, um seine Verfahren der inneren Fixierung zu erlernen.

## Aufgaben
In den Jahren 1960 bis 1980 wurde durch das Wirken der AO die moderne Methode der Versorgung von Knochenbrüchen (Osteosynthese) zum weltweiten Standard. Unter anderem resultierte daraus auch die AO-Klassifikation für Knochenbrüche. Der Hauptsitz der AO Foundation, das AO Center, befindet sich in Davos. Die Stiftung unterhält ein eigenes Forschungszentrum mit drei Instituten:
- AO Research Institute Davos (ARI)
- AO Education Institute
- AO Innovation Translation Center